# Chadwick (cratera)
Chadwick é uma cratera de impacto lunar que fica no lado mais distante da superfície da Lua , um pouco além do limbo sudoeste. Ele está localizado a noroeste da cratera De Roy , e foi anteriormente designado De Roy X antes de receber seu nome atual pela IAU .  Esta região da superfície lunar situa-se no extremo sul da manta de ejecta que rodeia a bacia de impacto do Mare Orientale￼￼.
Chadwick é aproximadamente circular com uma borda afiada. A parede interna é um pouco mais larga para o sul-sudeste, dando à cratera uma protuberância para fora em direção a De Roy. O aro não foi significativamente desgastado e não é marcado por nenhum impacto de nota.  A superfície interior tem uma aparência um pouco irregular.
Esta cratera situa-se na Bacia de Mendel-Rydberg , uma 630   bacia de impacto de largura de km de idade Nectária .